# Józef Londzin

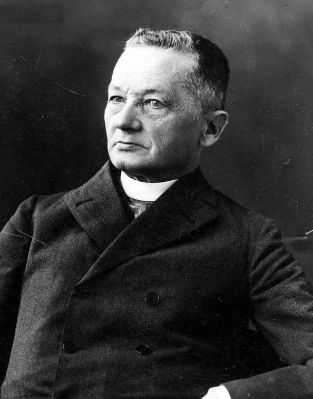
Józef Londzin

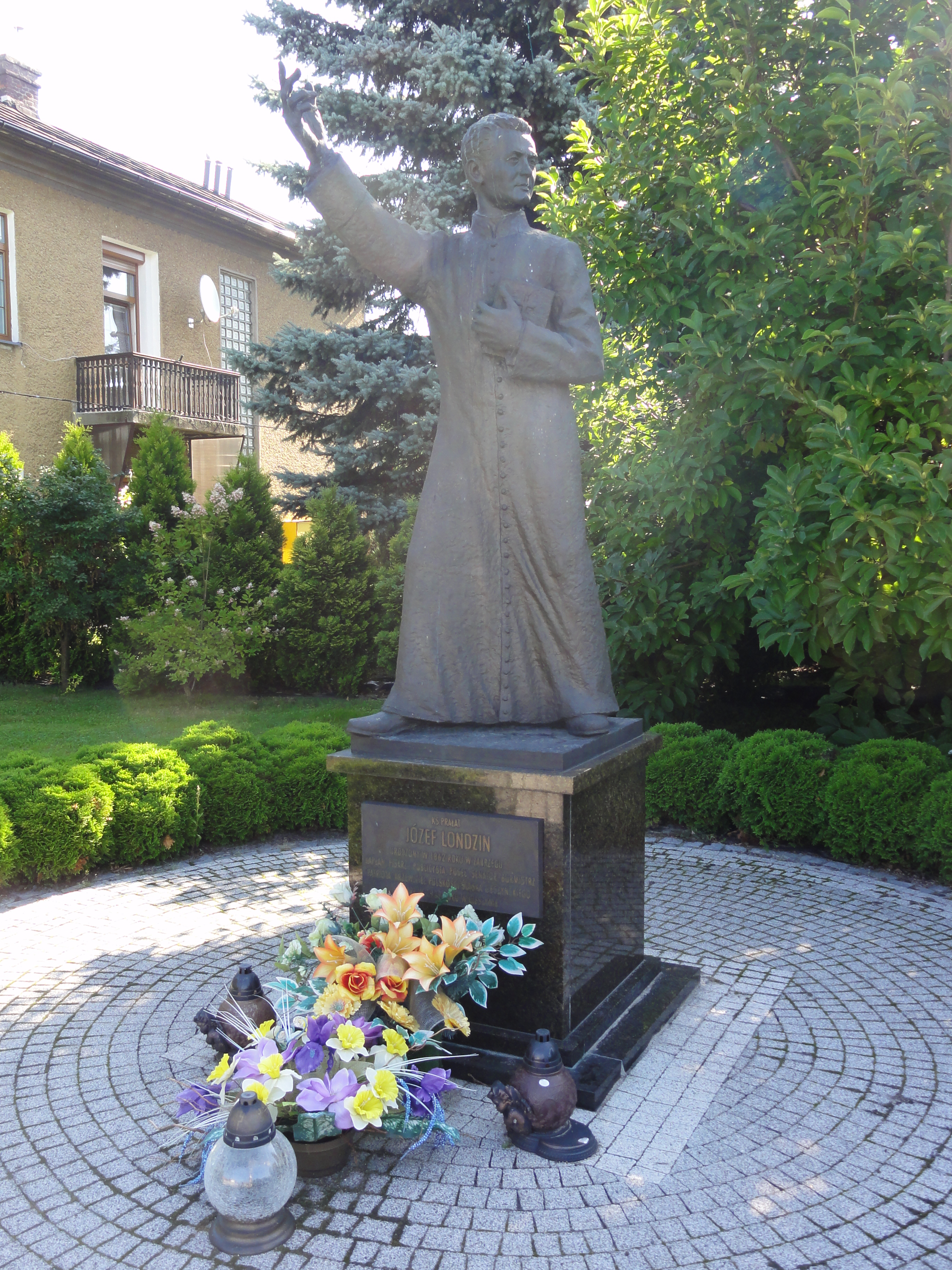
Statue in Zabrzeg

Józef Londzin (* 3. Februar 1863 in Zabrzeg; † 21. April 1929 in Cieszyn) war ein polnischer römisch-katholischer Priester, Politiker, National- und Bildungsaktivist im Teschener Schlesien, Bürgermeister von Cieszyn, Abgeordneter des Österreichischen Abgeordnetenhauses und Sejms sowie Senator.
Nach der Volksschule in Zabrzeg besuchte er bis 1884 die deutsche Mittelschule in Bielitz und danach das Theologische Seminar in Olmütz, das er mit dem Weihesakrament im Jahre 1889 abschloss. Als Vikar arbeitete er in Schwarzwasser und Ober Kurzwald, seit 1890 in Teschen. In Teschen führte er auch Gwiazdka Cieszyńska, die größte polnischsprachige Zeitung im Österreichischen Schlesien. Seit 1897 war er als Katechet in der polnischen Mittelschule in Teschen tätig. Er war ein Mitgründer und Aktivist vieler polnischer Organisationen (wie Macierz Szkolna dla Księstwa Cieszyńskiego, Dziedzictwo bł. Jana Sarkandra dla ludu polskiego na Śląsku, Polskie Towarzystwo Turystyczne „Beskid“, Związek Śląskich Katolików). Unter seiner Leitung in Macierz Szkolna wurde das polnische Gymnasium in Teschen verstaatlicht.
Die erste Wahl für Londzin war im Jahr 1902 zum Schlesischen Landtag, als er nach dem jähen Tod von Ignacy Świeży im Bezirk Teschen ihn substituierte. Er verlor den zweiten Sitz im zweiten Gang gegen den deutschfreundlichen Franciszek Halfar, und zwar dank tschechischer Wähler. Laut der Zeitung Gwiazdka Cieszyńska war diese Wahl das definitive Ende der polnisch-tschechischen Solidarität. Er wurde aber Abgeordneter des Österreichischen Abgeordnetenhauses als Vertreter des Wahlbezirks Schlesien 14 in den Jahren 1907 und 1911. Londzin verlor aber spektakulär im Jahr 1909 in der schlesischen Landtagswahl im Bezirk Bielitz gegen Józef Kożdoń, den Gründer der deutschfreundlichen Schlesischen Volkspartei.
Anfänglich in der XII. Legislaturperiode schlossen sich Londzin und Jan Michejda nicht dem Polenklub im Abgeordnetenhaus an, wegen des Fehlens ihrer Unterstützung für Verbesserung der Emanzipation der Polen im Teschner Schlesien. Beide traten dem Polenklub erst im Jahr 1913 bei.
In den Jahren 1918–1920 war er Mitglied von Rada Narodowa Księstwa Cieszyńskiego (Nationalrat des Herzogtum Teschens), in den Jahren 1919–1928 Abgeordneter des Sejms, seit 1928 Senator und seit 1927 Bürgermeister von Cieszyn.
Londzin starb 1929 und wurde im Kommunalen Friedhof in Teschen beigesetzt.